# Olympische Sommerspiele 2020/Leichtathletik – 10.000 m (Frauen)
Der 10.000-Meter-Lauf der Frauen bei den Olympischen Spielen 2020 in Tokio fand am 7. August 2021 im neuerbauten Nationalstadion statt.
Olympiasiegerin wurde die Niederländerin Sifan Hassan, die bereits Gold über 5000 und Bronze über 1500 Meter gewonnen hatte. Silber ging an Kalkidan Gezahegne aus dem Bahrain und Bronze errang die äthiopische Weltrekordinhaberin Letesenbet Gidey.

## Aktuelle Titelträgerinnen
| Olympiasiegerin                         | Almaz Ayana ( Äthiopien)         | 29:17,45 min | Rio de Janeiro 2016 |
| Weltmeisterin                           | Sifan Hassan ( Niederlande)      | 30:17,62 min | Doha 2019           |
| Europameisterin                         | Lonah Chemtai Salpeter ( Israel) | 31:43,29 min | Berlin 2018         |
| Nord-/Zentralamerika-/Karibik-Meisterin | Marielle Hall ( USA)             | 33:27,19 min | Toronto 2018        |
| Südamerikameisterin                     | Carolina Tabares ( Kolumbien)    | 33:36,77 min | Lima 2019           |
| Asienmeisterin                          | Shitaye Eshete ( Bahrain)        | 31:15,62 min | Doha 2019           |
| Afrikameisterin                         | Stacey Chepkemboi Ndiwa ( Kenia) | 31:31,17 min | Asaba 2018          |
| Ozeanienmeisterin                       | Sinead Diver ( Australien)       | 32:85,26 min | Townsville 2019     |

## Rekorde

### Bestehende Rekorde
| Weltrekord         | Letesenbet Gidey ( Äthiopien) | 29:01,03 min | Hengelo, Niederlande                | 8. Juni 2021    |
| Olympischer Rekord | Almaz Ayana ( Äthiopien)      | 29:17,45 min | Finale OS Rio de Janeiro, Brasilien | 12. August 2016 |

Der bestehende olympische Rekord wurde bei diesen Spielen nicht erreicht. In dem Rennen am 7. August verfehlte die niederländische Olympiasiegerin Sifan Hassan diesen Rekord mit ihren 29:55,32 min um 37,87 s. Zum Weltrekord fehlten ihr 54,29 Sekunden.

### Rekordverbesserung
Im 10.000-Meter-Rennen am 7. August wurde ein neuer Landesrekord aufgestellt:

30:41,93 min – Francine Niyonsaba, Burundi

## Finale

### Zwischenzeiten
| Zwischenzeit- marke | Zwischenzeit  | Führende                                                                                    | 1000-m-Zeit |
| ------------------- | ------------- | ------------------------------------------------------------------------------------------- | ----------- |
| 1000 m00            | 3:03,0 min    | Ririka Hironaka mit dem kompletten Feld                                                     | 3:03,0 min  |
| 2000 m00            | 6:04,4 min    | Ririka Hironaka mit zwanzigköpfiger Spitzengruppe                                           | 3:01,4 min  |
| 3000 m00            | 9:10,5 min    | Letesenbet Gidey mit zwanzigköpfiger Spitzengruppe                                          | 3:06,1 min  |
| 4000 m00            | 12:10,4 min0  | Letesenbet Gidey mit fünfzehnköpfiger Spitzengruppe                                         | 2:59,9 min  |
| 5000 m00            | 15:08,3 min0  | Gidey, Obiri, Hassan, Gezahegne, Cheptai, Can, Niyonsaba / Gemechu, Hironaka ca. 7 s zurück | 2:57,9 min  |
| 6000 m00            | 18:04,3 min0  | Gidey, Obiri, Hassan, Gezahegne / Cheptai ca. 3,5 s zurück / Niyonsaba knapp 10 s zurück    | 2:56,0 min  |
| 7000 m00            | 21:01,3 min0  | Gidey, Hassan, Obiri, Gezahegne / Cheptai ca. 15 s zurück / Niyonsaba ca. 20 s zurück       | 2:57,0 min  |
| 8000 m00            | 23:56,5 min0  | Gidey, Hassan, Gezahegne / Obiri ca. 11 s zurück / Cheptai ca. 31 s zurück                  | 2:55,2 min  |
| 9000 m00            | 27:02,0 min0  | Gidey, Hassan, Gezahegne / Obiri ca. 13 s zurück / Cheptai, Niyonsaba ca. 38 s zurück       | 3:04,5 min  |
| 10.000 m00          | 29:55,32 min0 | Sifan Hassan                                                                                | 2:53,32 min |

### Ergebnisse

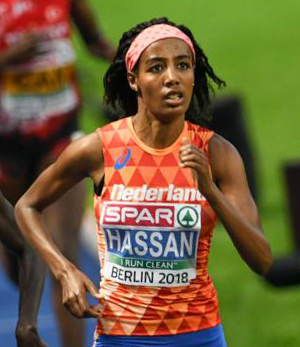
Sifan Hassan errang ihre zweite Goldmedaille und ihre dritte Medaille
hier in Tokio

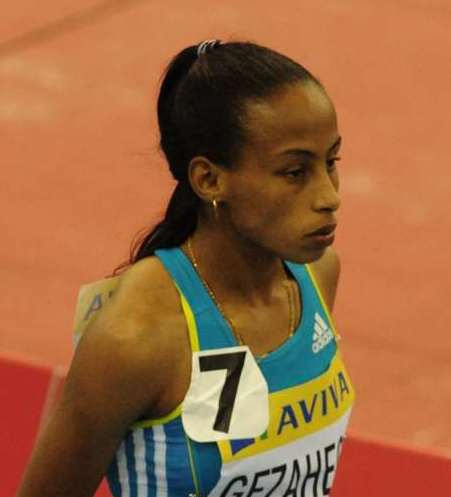
Silbermedaillengewinnerin Kalkidan Gezahegne

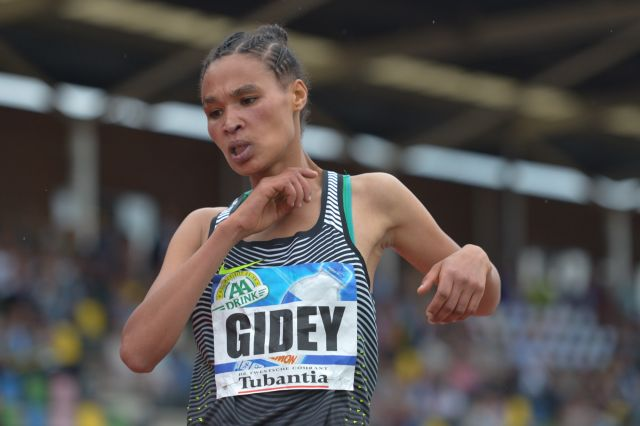
Bronze gab es für die Weltrekordlerin Letesenbet Gidey

7. August 2021, 19:45 Uhr
| Platz | Name                      | Nation         | Zeit (min)                               | Anmerkung                                |
| ----- | ------------------------- | -------------- | ---------------------------------------- | ---------------------------------------- |
| 1     | Sifan Hassan              | Niederlande    | 29:55,32                                 |                                          |
| 2     | Kalkidan Gezahegne        | Bahrain        | 29:56,18                                 |                                          |
| 3     | Letesenbet Gidey          | Äthiopien      | 30:01,72                                 |                                          |
| 4     | Hellen Obiri              | Kenia          | 30:24,27                                 | PB                                       |
| 5     | Francine Niyonsaba        | Burundi        | 30:41,93                                 | NR                                       |
| 6     | Irene Cheptai             | Kenia          | 30:44,00                                 | PB                                       |
| 7     | Ririka Hironaka           | Japan          | 31:00,71                                 | PB                                       |
| 8     | Konstanze Klosterhalfen   | Deutschland    | 31:01,97                                 |                                          |
| 9     | Eilish McColgan           | Großbritannien | 31:04,46                                 |                                          |
| 10    | Emily Sisson              | USA            | 31:09,58                                 |                                          |
| 11    | Yasemin Can               | Türkei         | 31:10,05                                 | SB                                       |
| 12    | Karissa Schweizer         | USA            | 31:19,96                                 |                                          |
| 13    | Alicia Monson             | USA            | 31:21,36                                 |                                          |
| 14    | Andrea Seccafien          | Kanada         | 31:36,36                                 |                                          |
| 15    | Dolshi Tesfu              | Eritrea        | 31:37,98                                 |                                          |
| 16    | Sheila Chelangat          | Kenia          | 31:48,23                                 |                                          |
| 17    | Jessica Judd              | Großbritannien | 31:56,80                                 |                                          |
| 18    | Meraf Bahta               | Schweden       | 32:10,49                                 | …,483                                    |
| 19    | Camille Buscomb           | Neuseeland     | 32:10,49                                 | …,48900SB                                |
| 20    | Dominique Scott-Efurd     | Südafrika      | 32:14,05                                 |                                          |
| 21    | Hitomi Niiya              | Japan          | 32:23,87                                 | SB                                       |
| 22    | Yuka Andō                 | Japan          | 32:40,77                                 |                                          |
| 23    | Selamawit Teferi          | Israel         | 32:46,46                                 |                                          |
| 24    | Mercyline Chelangat       | Uganda         | 33:10,90                                 |                                          |
| DNF   | Tsigie Gebreselama        | Äthiopien      |                                          |                                          |
| DNF   | Karoline Bjerkeli Grøvdal | Norwegen       |                                          |                                          |
| DNF   | Susan Krumins             | Niederlande    |                                          |                                          |
| DNF   | Sarah Lahti               | Schweden       |                                          |                                          |
| DSQ   | Tsehay Gemechu            | Äthiopien      | IWR Regel 163, TR17.3.2 – Bahnübertreten | IWR Regel 163, TR17.3.2 – Bahnübertreten |

### Rennverlauf
Favoritinnen für diesen Wettbewerb waren in erster Linie die äthiopische Weltrekordinhaberin und Vizeweltmeisterin Letesenbet Gidey, die kenianische 5000-Meter-Weltmeisterin Hellen Obiri und die niederländische Doppelweltmeisterin über 1500 und 10.000 Meter Sifan Hassan. Besonders gespannt waren die Zuschauer und Fachleute auf Hassans Abschneiden, die es gewagt hatte, bei diesen Spielen über 1500, 5000 und 10.000 Meter an den Start zu gehen. Die Rennen über die beiden kürzeren Distanzen einschließlich der beiden Vorläufe und eines Halbfinals hatte sie bereits absolviert. Über 5000 Meter war sie Olympiasiegerin geworden und auf der Mittelstrecke hatte sie Bronze gewonnen.
Das Rennen begann auf den ersten drei Kilometern mit 1000-Meter-Abschnitten zwischen 3:01 und 3:06 Minuten. Die Japanerin Ririka Hironaka führte das Feld über mehr als zwei Kilometer an und wurde dann von Gidey abgelöst. Die Äthiopierin erhöhte das Tempo ganz allmählich. Nach vier Kilometern waren noch fünfzehn Läuferinnen vorne mit dabei, nachdem die letzten tausend Meter zum ersten Mal ganz knapp unter drei Minuten gelaufen worden waren. Der nächste Kilometer war noch einmal zwei Sekunden schneller und bei Streckenhälfte hatte sich eine siebenköpfige Spitzengruppe gebildet mit der führenden Gidey, Obiri, Hassan, Kalkidan Gezahegne aus dem Bahrain, der Kenianerin Irene Cheptai, der Türkin Yasemine Can und Francine Niyonsaba aus Burundi.
Nach einem wiederum um ca. zwei Sekunden schnelleren Kilometer fielen zuerst Niyonsaba und dann Cheptai aus der Führungsgruppe heraus. Während Gidey noch einmal leicht beschleunigte. Nun verlor auch Obiri den Kontakt und zwei Kilometer vor dem Ziel waren nur noch drei Läuferinnen gemeinsam vorn. Um die Medaillen  kämpften noch Gidey, Hassan und Gezahegne. Vier Runden vor Schluss gab Gidey, die auf dem vorletzten Kilometer-Abschnitt Tempo herausgenommen hatte, durch Gesten zu verstehen, dass eine der Konkurrentinnen sie doch an der Spitze einmal ablösen möge. Doch Gezahegne und Hassan zogen es weiterhin vor, in Gideys Windschatten zu laufen. Von hinten drohte keine Gefahr mehr und die Entscheidung zog sich immer weiter hinaus. Erst in der Zielkurve auf den letzten 150 Metern beschleunigte Sifan Hassan, übernahm die Führung und spurtete mit ihrem starken Finish dem zweiten Olympiasieg hier in Tokio entgegen. Mit 29:55,32 min unterbot sie noch knapp die Marke von dreißig Minuten. Auch Kalkidan Gezahegne zog am Ende an der lange führenden Weltrekordlerin vorbei und sicherte sich eine knappe Sekunde hinter Hassan die Silbermedaille. Mit einem Rückstand von ca. fünfeinhalb Sekunden gewann Letesenbet Gidey Bronze. Mit deutlichen Abständen erreichten die nächsten drei Läuferinnen Hellen Obiri, Francine Niyonsaba und Irene Cheptai jeweils einzeln das Ziel. Siebte wurde Ririka Hironaka knapp vor der Deutschen Konstanze Klosterhalfen.
Sifan Hassans mutiges Vorhaben, drei Wettbewerbe mit insgesamt sechs Starts auf den Strecken zwischen 1500 und 10.000 Metern zu bestreiten, war von Erfolg gekrönt. Auf jeder Distanz hatte sie eine Medaille gewonnen, zweimal Gold und einmal Bronze.
- 1=Hellen Obiri, Silbermedaillengewinnerin über 5000 Meter, kam auf den vierten Platz

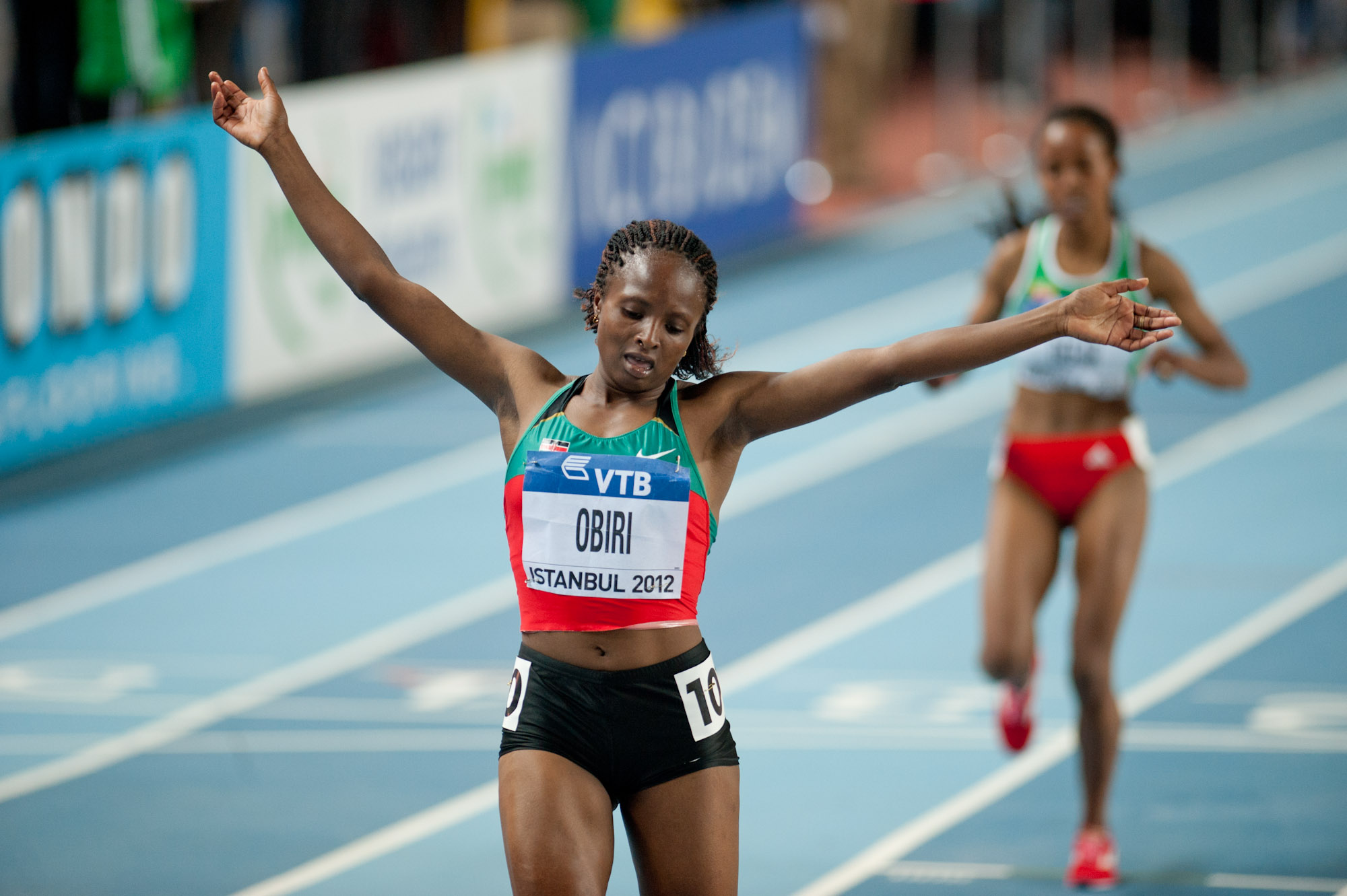
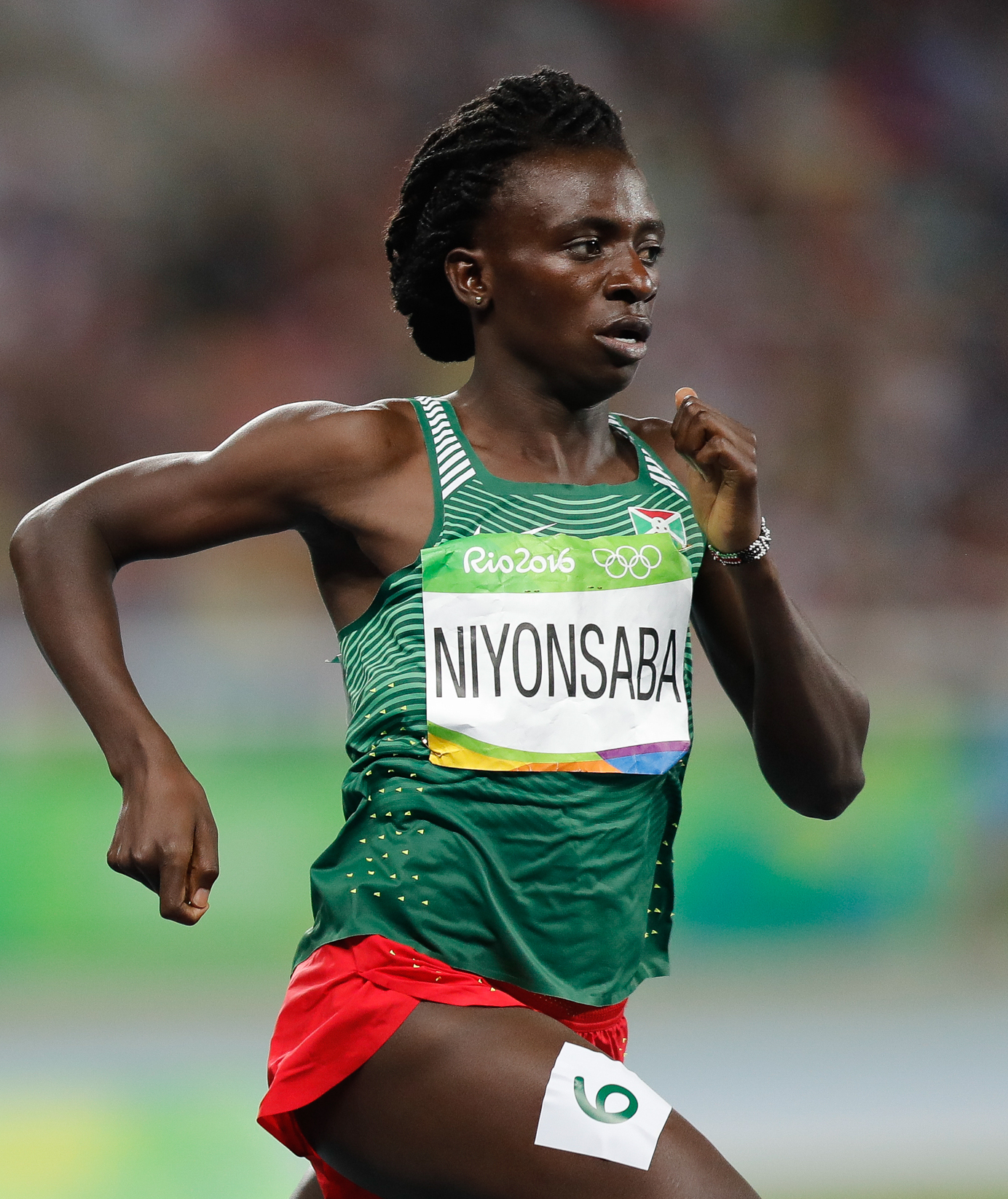
Francine Niyonsaba belegte Rang fünf
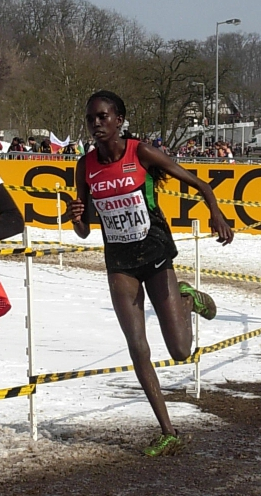
Die sechstplatzierte Irene Cheptai
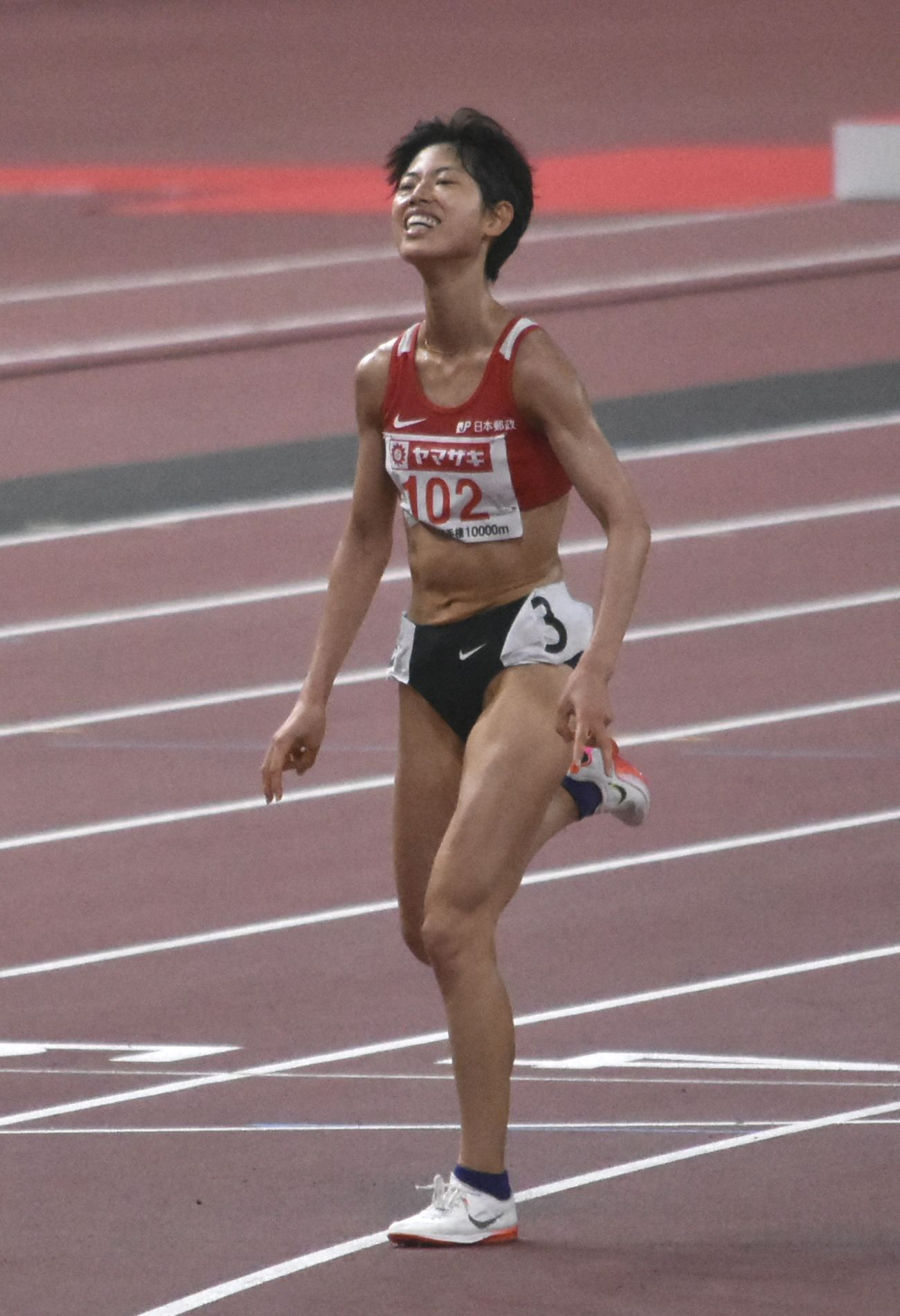
Ririka Hironaka – Rang sieben
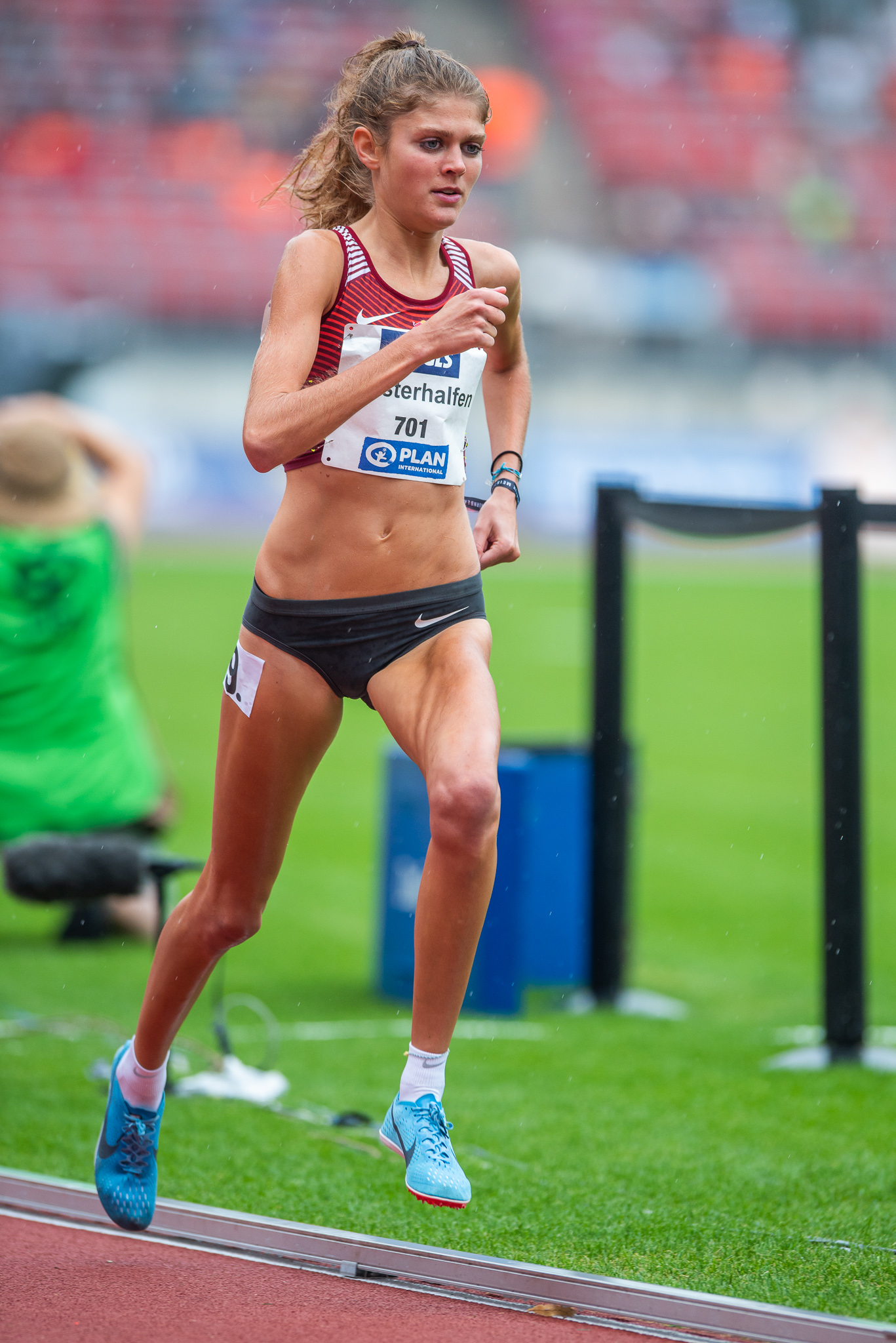
Die Olympiaachte Konstanze Klosterhalfen
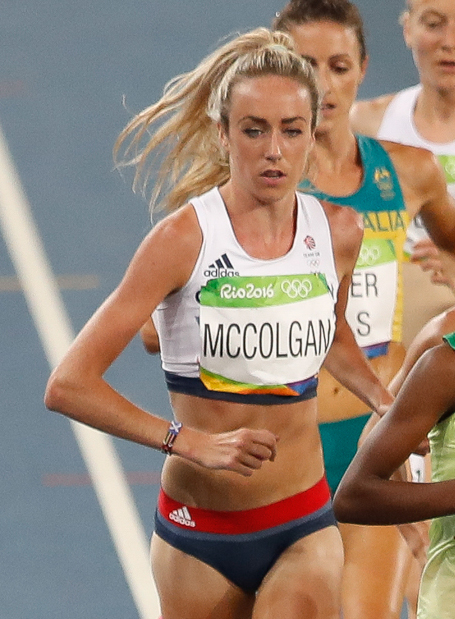
Eilish McColgan kam auf den neunten Platz
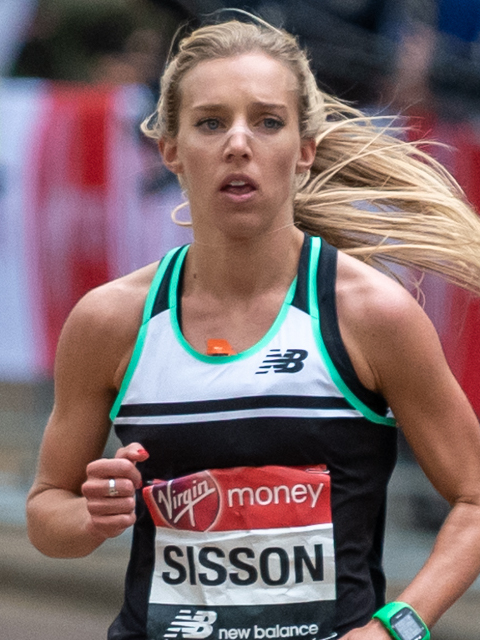
Emily Sisson erreichte Platz zehn
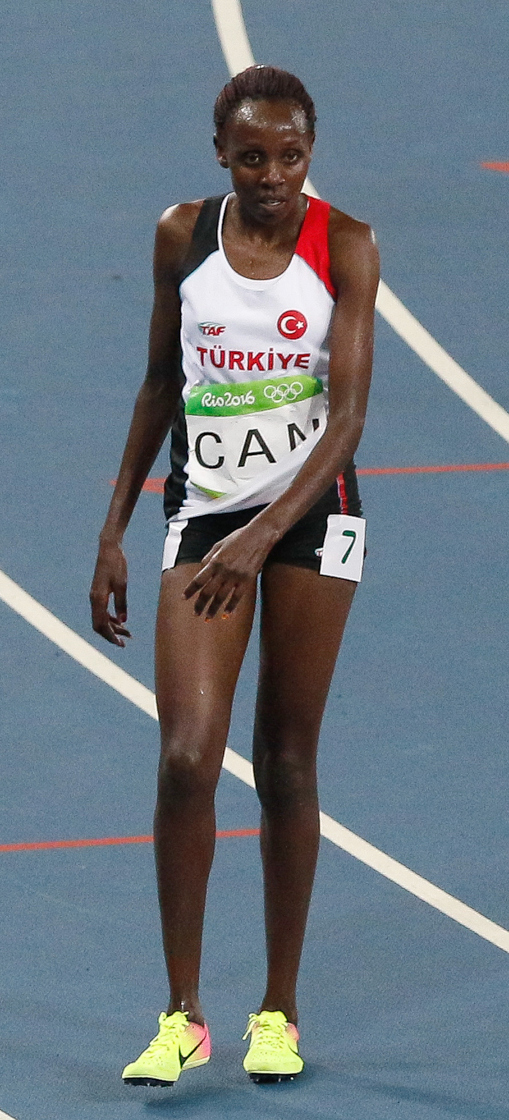
Rang elf für Yasemin Can
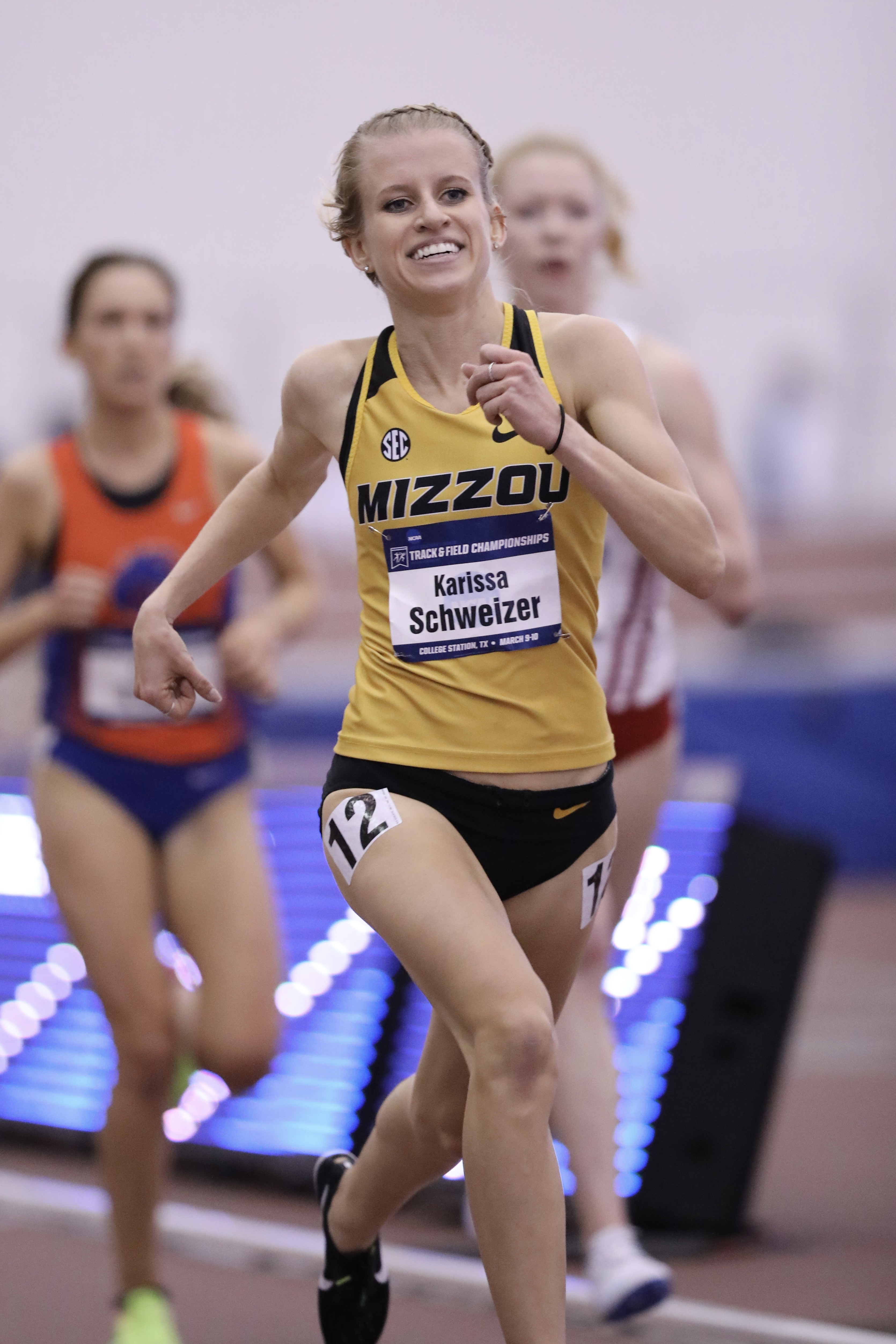
Karissa Schweizer – Rang zwölf

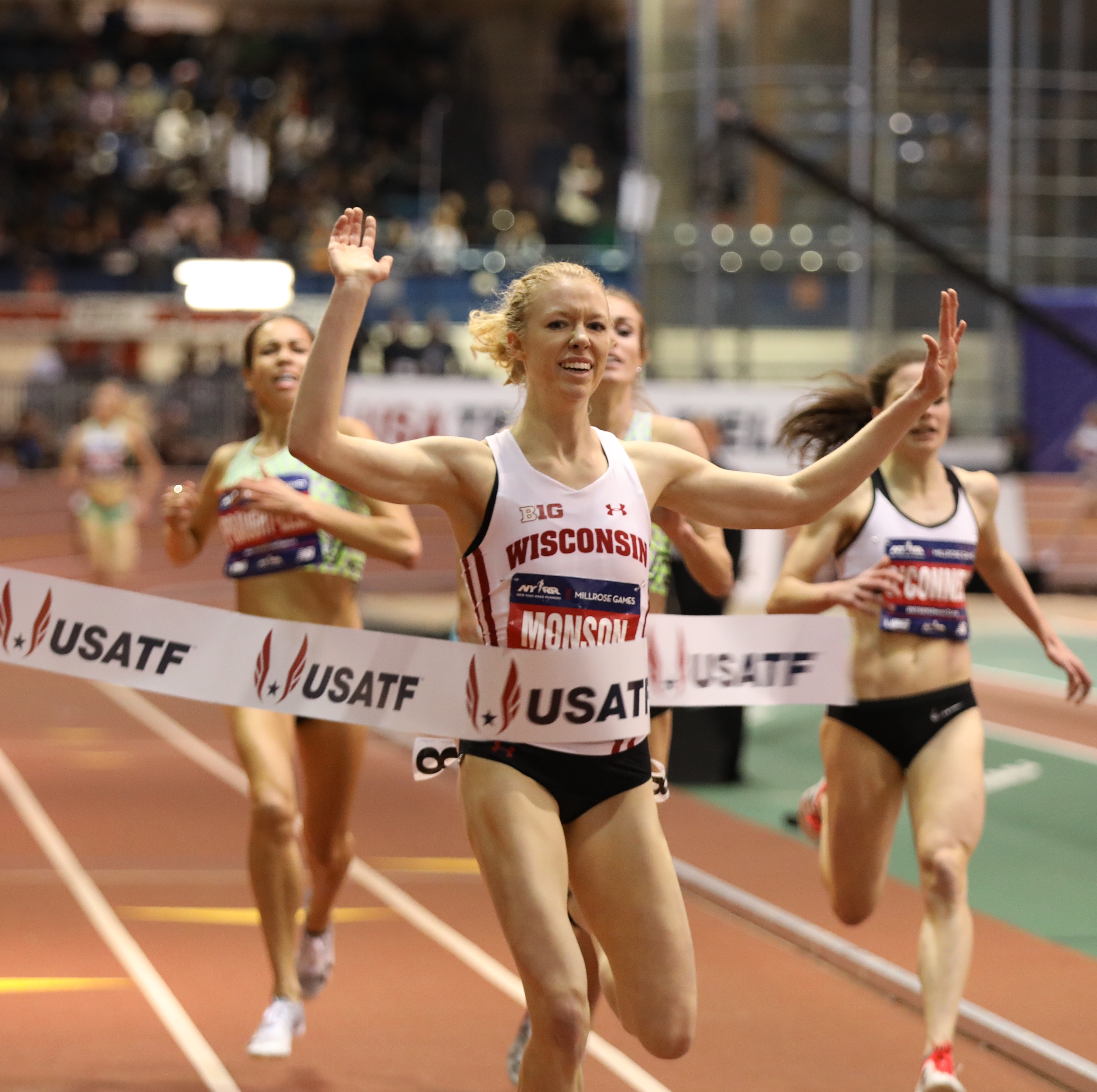
Alicia Monson wurde Dreizehnte
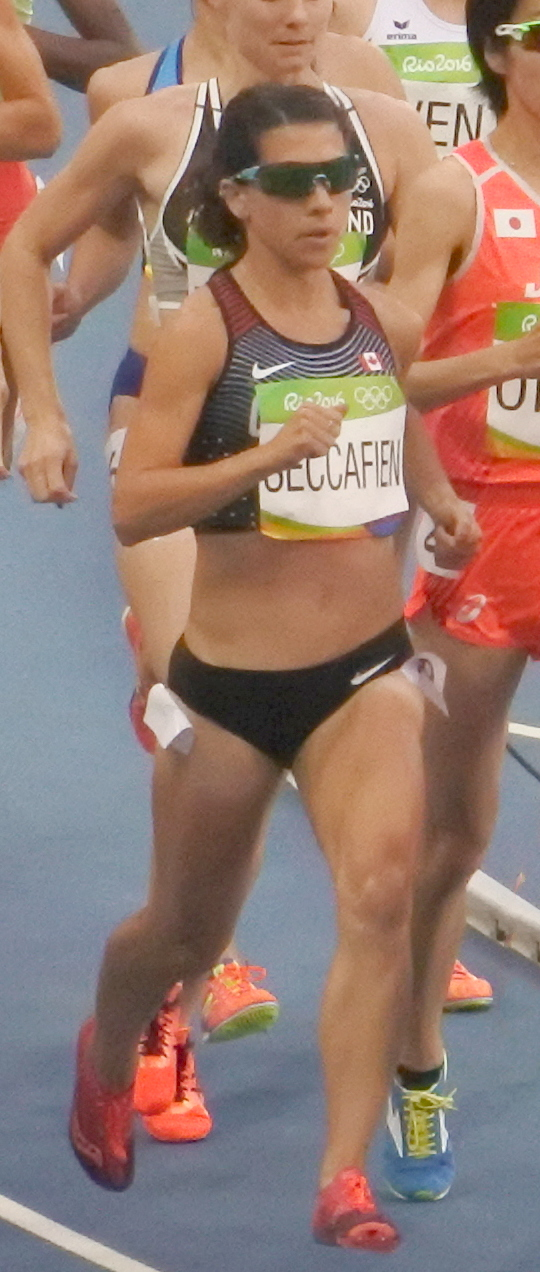
Andrea Seccafien – Rang vierzehn
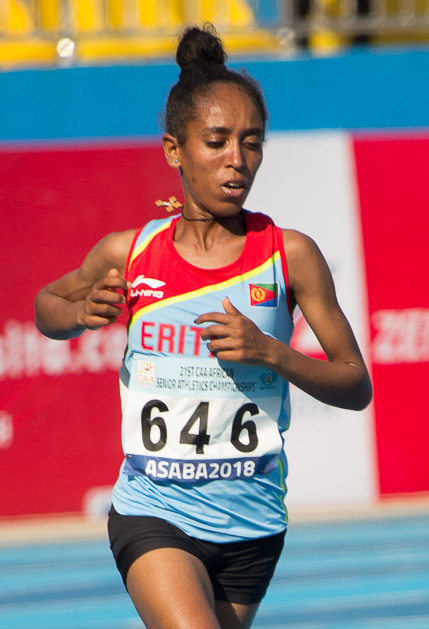
Dolshi Tesfu – Rang fünfzehn
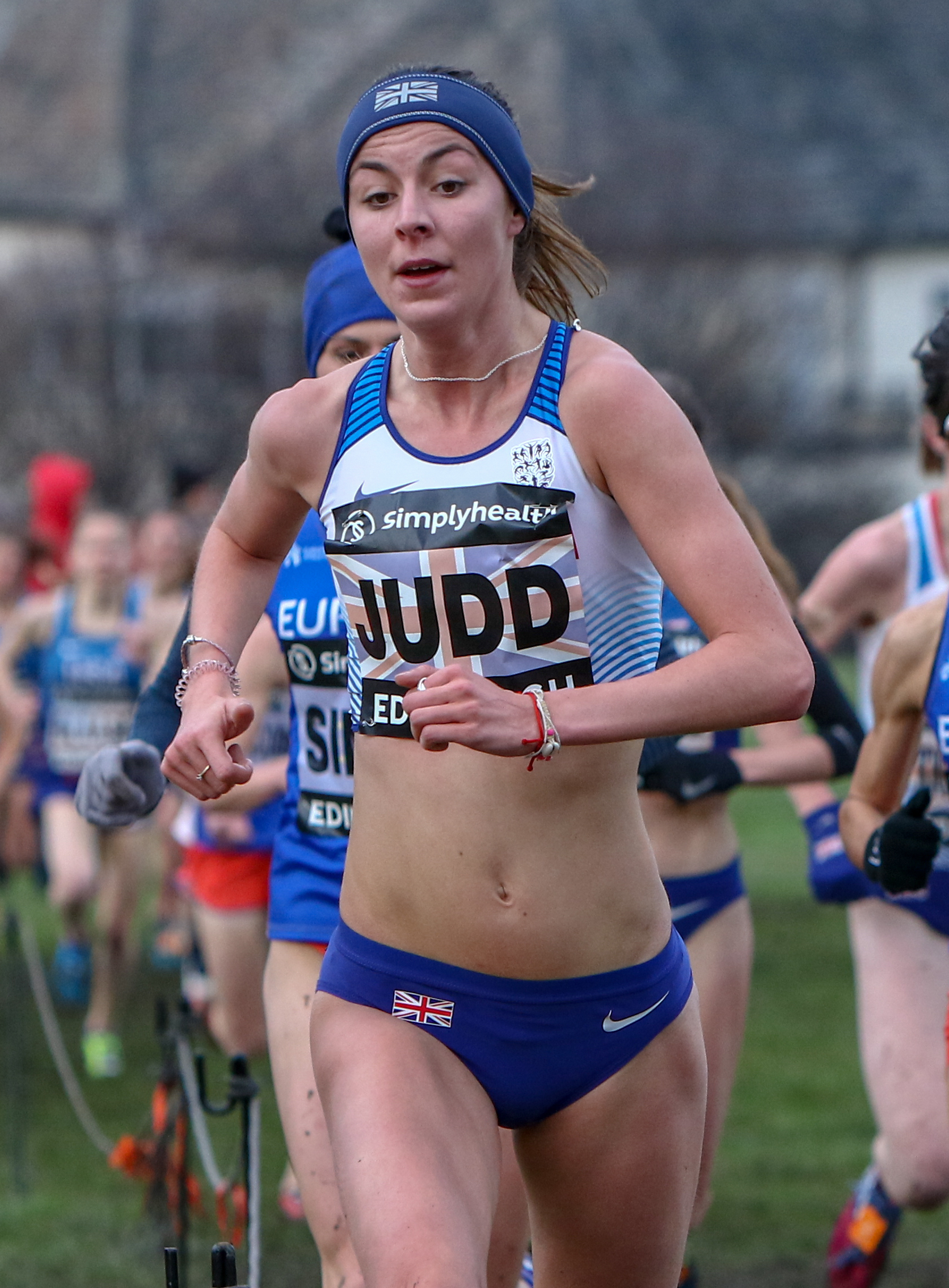
Jessica Judd – Rang siebzehn
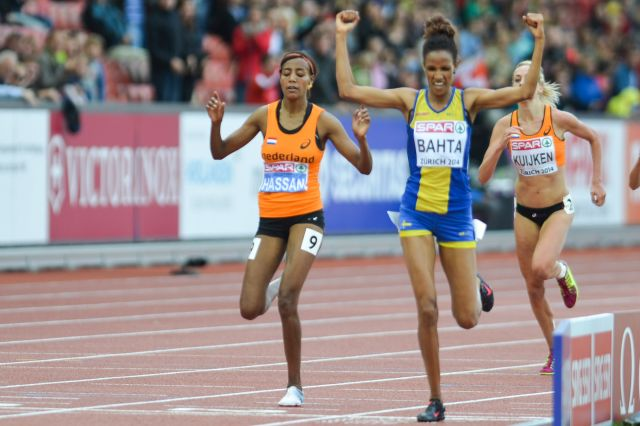
Meraf Bahta (Mitte) – Rang achtzehn
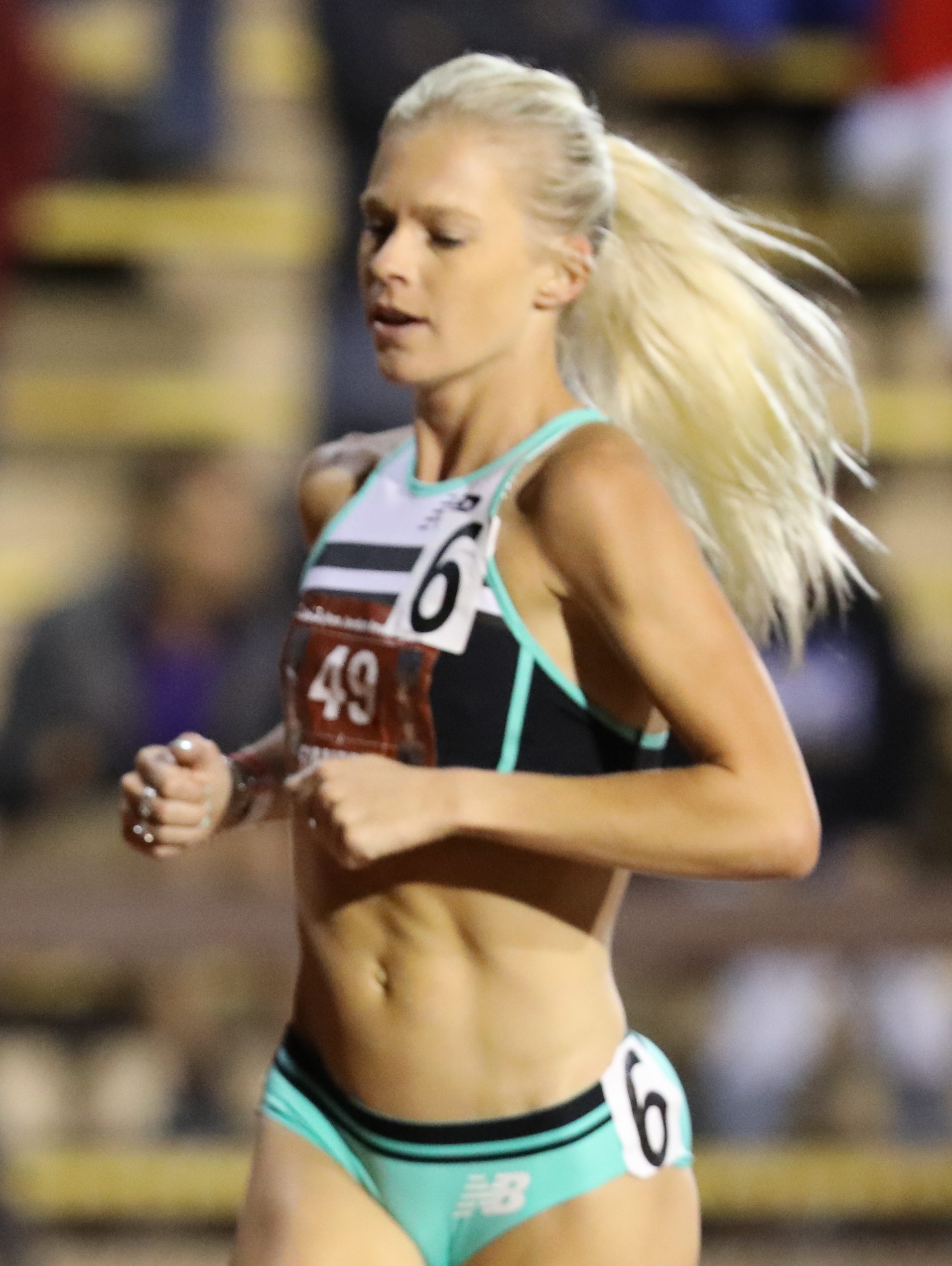
Camille Buscomb – Rang neunzehn
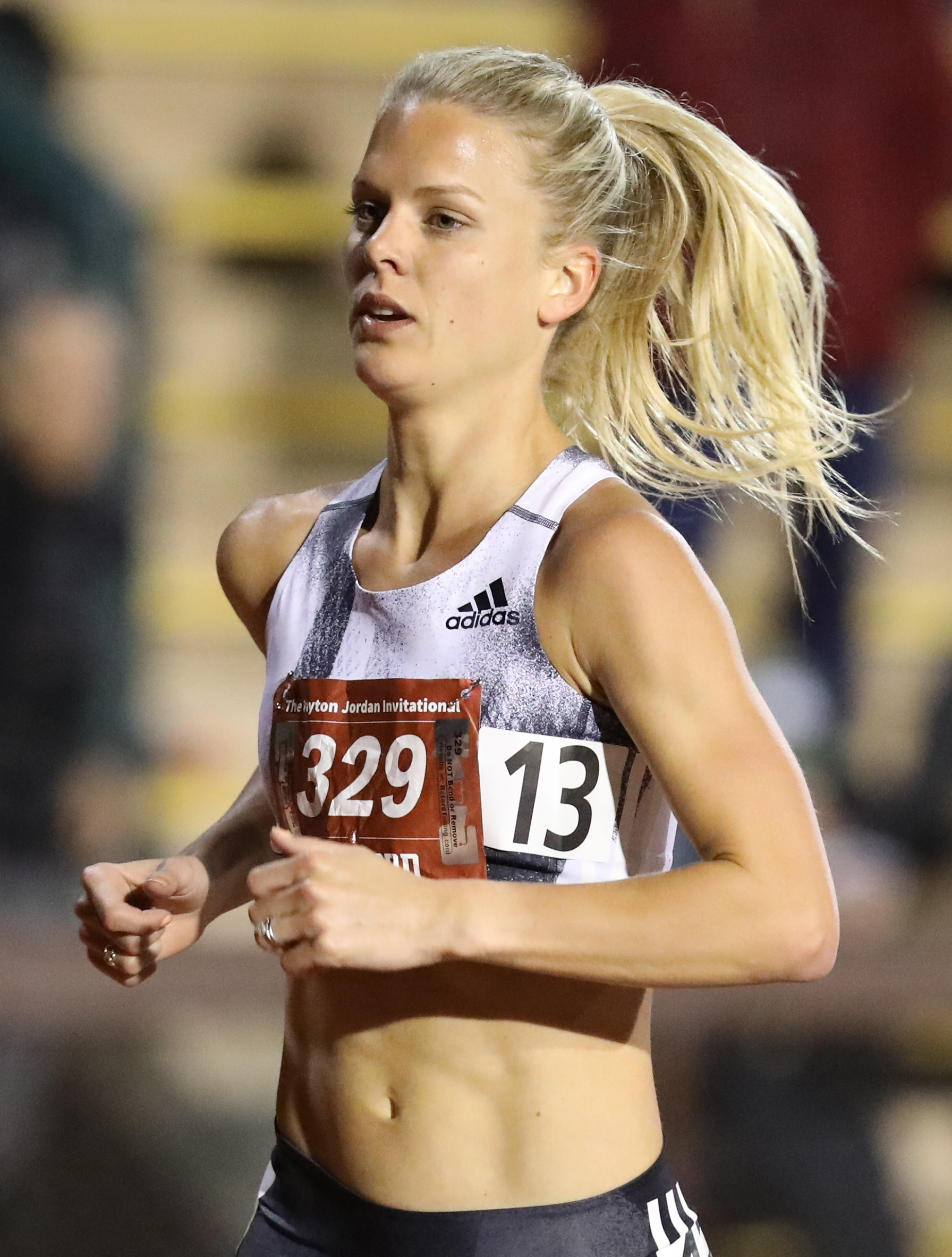
Dominique Scott-Efurd – Rang zwanzig
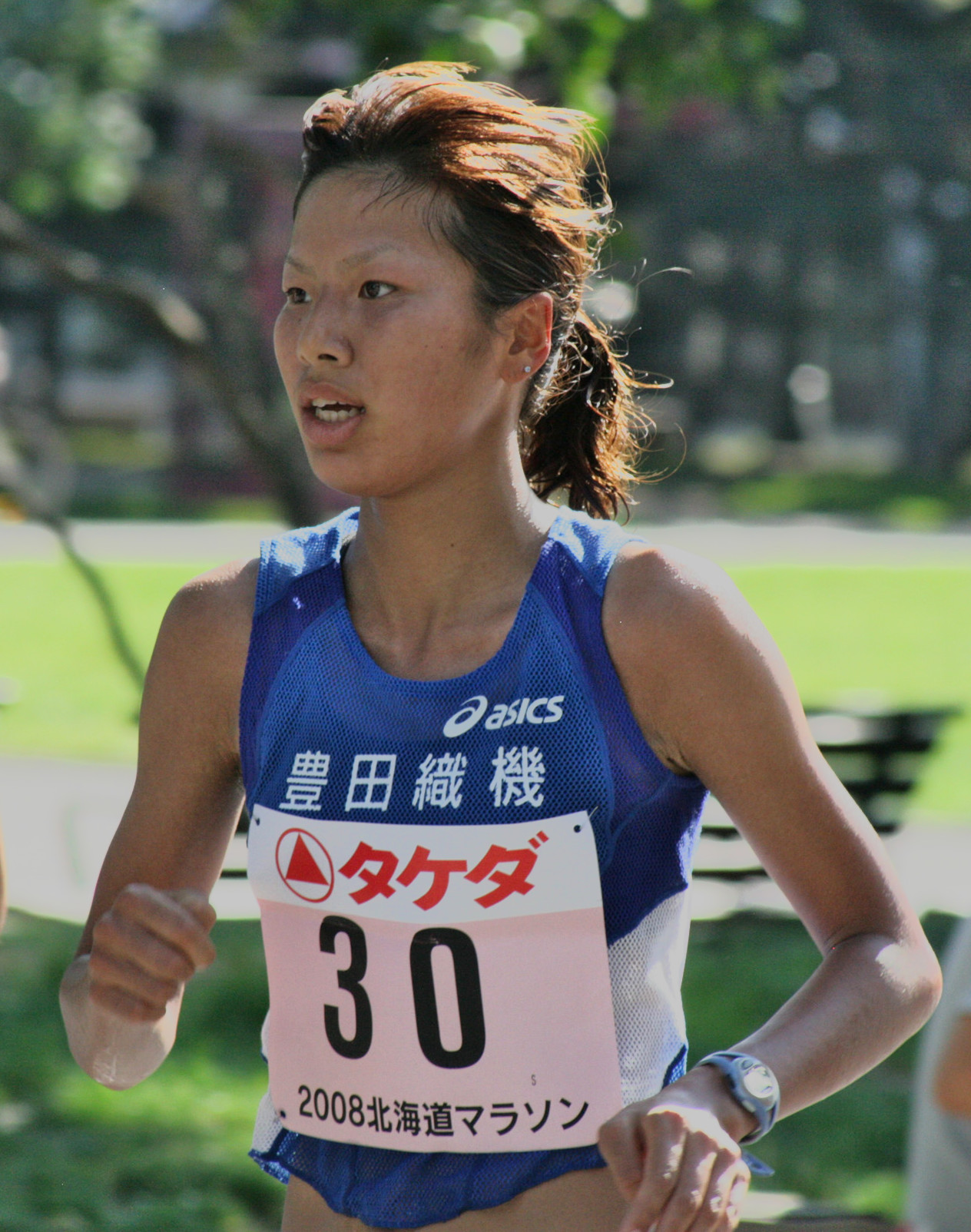
Hitomi Niiya – Rang 21
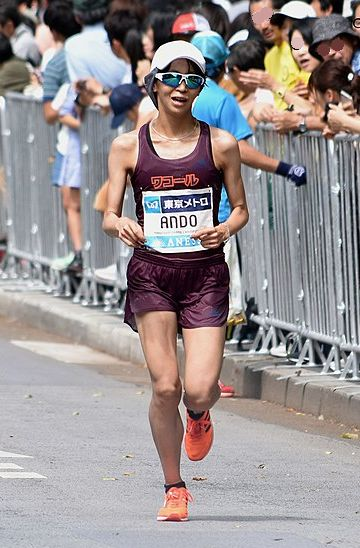
Yuka Andō – Rang 22

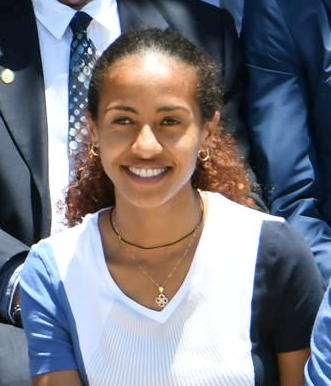
Selamawit Teferi – Rang 23
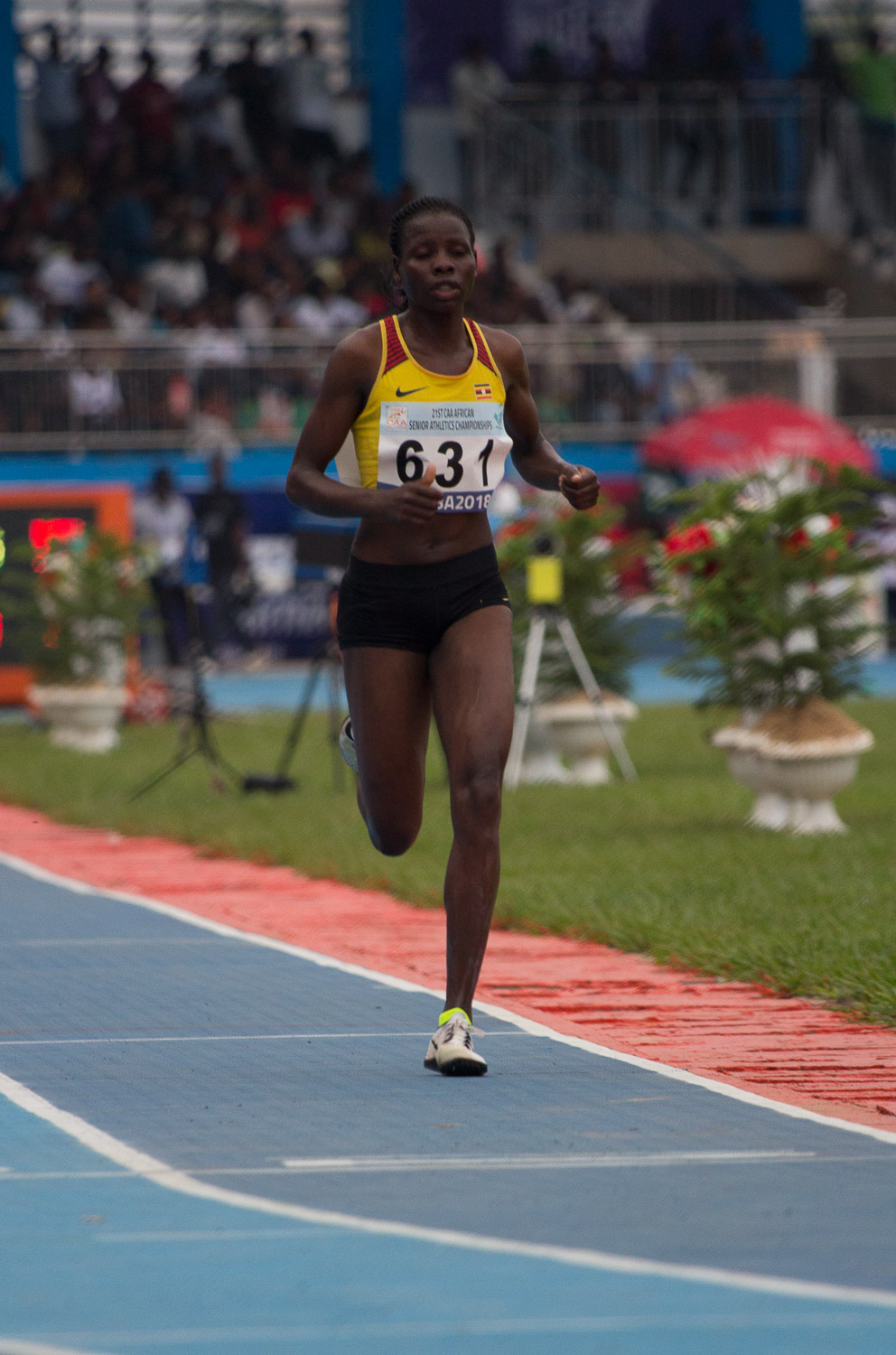
Mercyline Chelangat – Rang 24
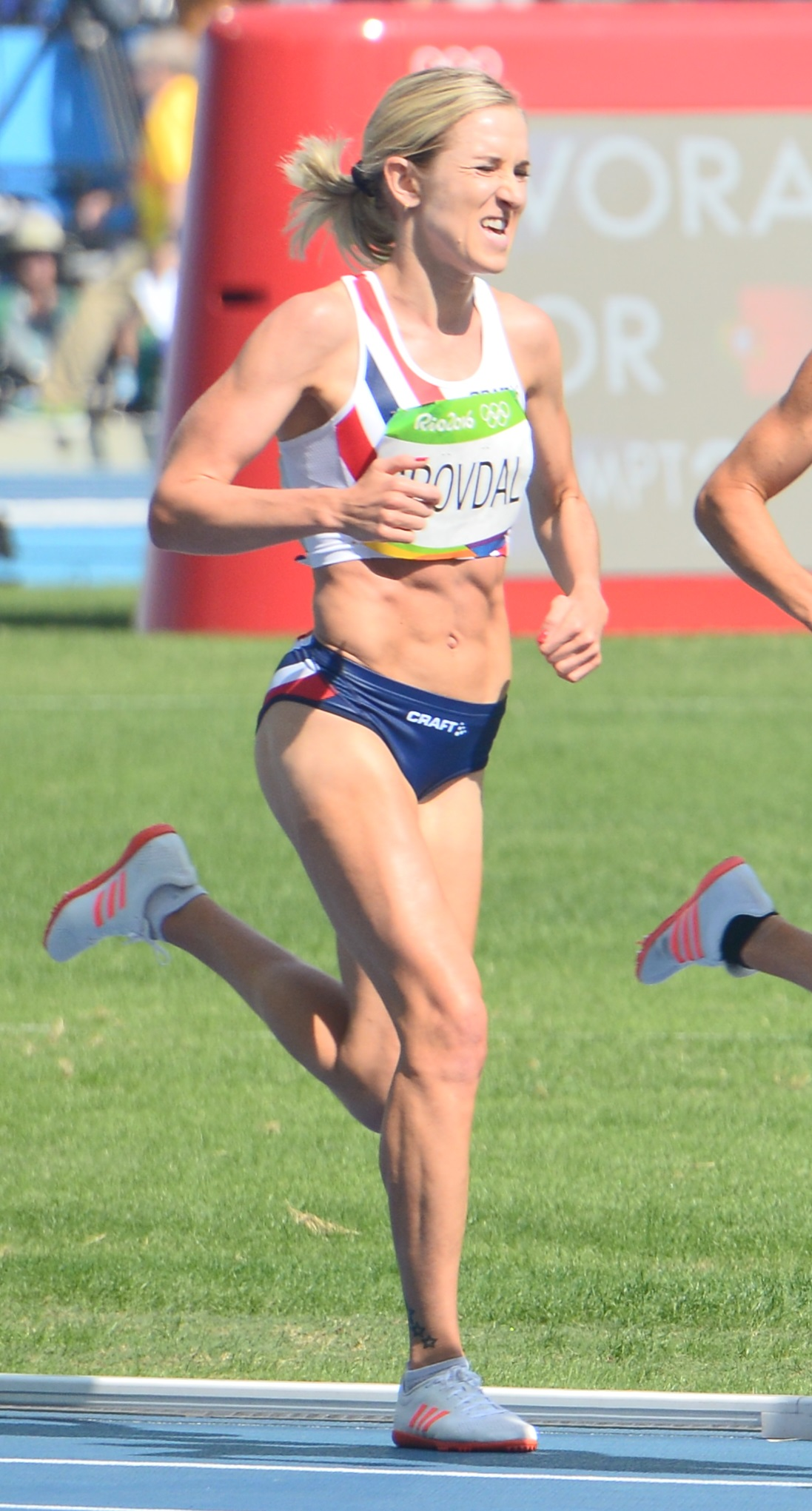
Karoline Bjerkeli Grøvdal – Rennen nicht beendet
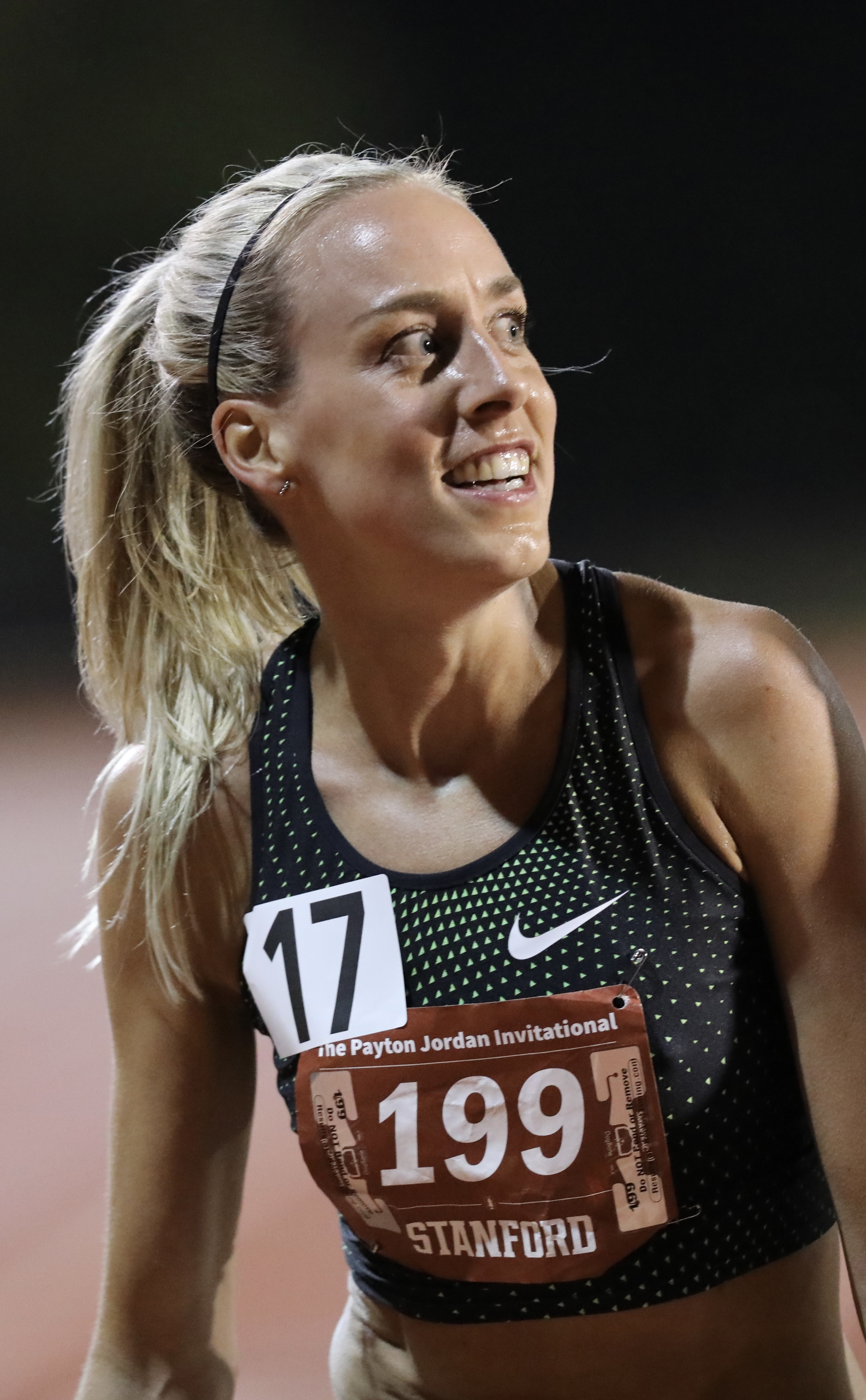
Susan Krumins – Rennen nicht beendet
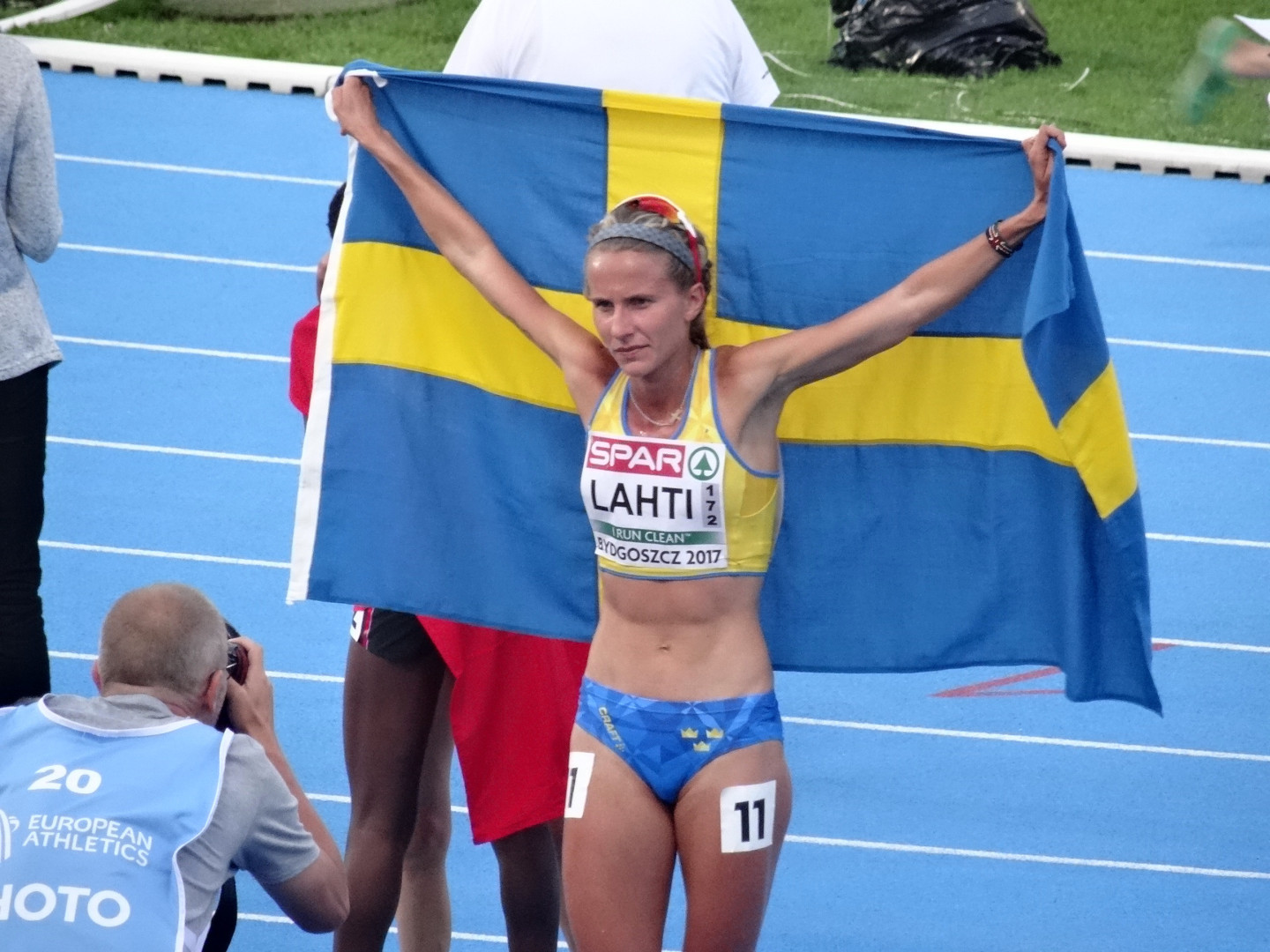
Sarah Lahti – Rennen nicht beendet

## Video
- WOMEN'S 10,000m – FINAL, ATHLETICS – Highlights, Olympic Games - Tokyo 2020, youtube.com, abgerufen am 1. Juni 2022